# Região Geográfica Imediata de Eirunepé

Localização da Região Imediata de Eirunepé no Amazonas.

A Região Geográfica Imediata de Eirunepé é uma das 11 regiões imediatas do estado brasileiro do Amazonas, uma das 3 regiões imediatas que compõem a Região Geográfica Intermediária de Tefé e uma das 509 regiões imediatas no Brasil, criadas pelo IBGE em 2017. É composta de 5 municípios,	Eirunepé, Envira, Guajará, Ipixuna e Itamarati.